# Max Payne (filme)
Max Payne é um filme norte-americano de 2008 baseado no jogo de homônimo lançado em 2001. O filme foi dirigido por John Moore baseado no roteiro de Beau Thorne e nos personagens criados por Sam Lake para o jogo. Trará de volta o detetive Max Payne que é interpretado por Mark Wahlberg.
Foi lançado em Portugal em 16 de outubro de 2008, e em 31 de outubro do mesmo ano no Brasil.

## Sinopse
O policial Max Payne (Mark Wahlberg) tinha uma vida feliz até que sua mulher e sua filha foram assassinadas por três homens que invadiram sua casa. O crime muda completamente as atitudes do oficial, que se torna alguém obcecado em encontrar o único assassino que conseguiu sair vivo do local. Trabalhando na divisão de casos não solucionados, ele passa seus horários de folga seguindo seu cargo, com ainda mais afinco, mas apenas no caso de seus familiares.
Quando conhece a bela Natasha (Olga Kurylenko), Max acredita que está próximo de encontrar pistas sobre o culpado, mas a russa é brutalmente morta logo após o encontro. Seu ex-parceiro, Alex, descobre uma pista que pode ajudá-lo, mas também é assassinado e Payne passa a ser investigado pelos dois crimes. Sem o apoio da corporação, o policial imagina que as mortes estão relacionadas à de sua esposa, mas a única pista que tem é uma tatuagem. Porém, ele contará com a ajuda da assassina Mona (Mila Kunis), irmã de Natasha.
Durante as investigações, Max Payne e Mona percebem que há algo de sobrenatural no caso. Anjos das sombras estão sempre rondando quase todos os envolvidos e, muitas vezes, causando suas mortes. Tudo indica que eles sejam controlados por um violento homem, Lupino. Quanto mais a dupla investiga, mais percebe que há muito por trás deste caso. Decididos a solucionar os crimes, eles entrarão cada vez mais em um universo violento cercado por drogas e seres sobrenaturais.

## Elenco
- Mark Wahlberg como Max Payne, Detetive Protagonista
- Donal Logue como Alex Balder, Amigo e colega de Max Payne
- Beau Bridges como B.B. Hensley, mentor de Max Payne
- Mila Kunis como Mona Sax, assassina em busca de vingança pela morte da irmã Natasha
- Olga Kurylenko como Natasha Sax, irmã da Mona Sax
- Ludacris como Jim Bravura, investigador da Policia
- Amaury Nolasco como Jack Lupino, psicótico envolvido em drogas
- Chris O'Donnell como Jason Colvin, um executivo da Aesir
- Nelly Furtado como Christa Balder, a esposa de Alex Balder

## Recepção
No site agregador de críticas Rotten Tomatoes, 16% das 131 resenhas dos críticos são positivas. O consenso diz: "Enquanto ele possui alguma ação elegante, Max Payne é severamente prejudicado a partir de um enredo ilógico e sem direção".